# 1853 في المملكة المتحدة
فيما يلي قوائم الأحداث التي وقعت خلال عام 1853 في المملكة المتحدة.

## ظهور
- 1 يناير – فيليت رواية من تأليف شارلوت برونتي.

## كتب
من الكتب التي صدرت هذه السنة في المملكة المتحدة:
- 1 يناير – المنزل الكئيب من تأليف تشارلز ديكنز.

## مواليد

### مارس
- 29 مارس – إليهو طومسون
- 31 مارس – إسحق بيلي بلفور

### أبريل
- 7 أبريل – الأمير ليوبولد دوق ألباني سياسي من المملكة المتحدة.

### مايو
- 14 مايو – هول كين

### يونيو
- 3 يونيو – فلندرز بيتري
- 26 يونيو – فريدريك إيفانز مصور بريطاني.

### يوليو
- 5 يوليو – سيسل رودس
- 14 يوليو – ليلياس تروتر رسامة من المملكة المتحدة.

### نوفمبر
- 5 نوفمبر – ماركوس صموئيل رائد أعمال من المملكة المتحدة.

## وفيات

### يناير
- 1 يناير – غريغوري بلاكسلاند (مواليد 1778)

### مايو
- 20 مايو – أنتوني نوريس جروفز (مواليد 1795)

### يوليو
- 20 يوليو – روبرت دايل (مواليد 1812) مستكشف من المملكة المتحدة.

### سبتمبر
- 14 سبتمبر – هيو ادوين ستريكلاند (مواليد 1811)

### ديسمبر
- 20 ديسمبر – هنري إليوت (مواليد 1808) مؤرخ من المملكة المتحدة.